# Julien Magnat
Julien Magnat est un réalisateur français.

## Biographie
Diplômé de la Fémis (département « Réalisation, promotion 2000 »), Julien Magnat a réalisé deux longs métrages tout en travaillant comme scénariste sur des séries télévisées.
Il a collaboré à L'Écran fantastique de 1998 à 2001.

## Filmographie

### Courts métrages[2]
- 1999 : Vena Cava
- 1999 : Varnish Dreams
- 2000 : The All New Adventures of Chastity Blade

### Longs métrages
- 2002 : Bloody Mallory
- 2011 : Visages inconnus (Faces in the Crowd)